# Muppets Haunted Mansion
Muppets Haunted Mansion is een halloweenspecial, geregisseerd door Kirk Thatcher, die in 2021 uitkwam op de streamingdienst Disney+. Het verhaal van de halloweenspecial is gebaseerd op de Disneyland-attractie Haunted Mansion.

## Verhaal
Het is Halloween en de Muppets vieren feest, behalve Gonzo en Pepé. Gonzo heeft een uitnodiging ontvangen voor een griezelige uitdaging in het spookachtige landhuis van waaruit de goochelaar MacGuffin exact honderd jaar geleden onder mysterieuze omstandigheden verdween.

## Rolverdeling
| Acteur              | Rol                      | Nederlandse stem      |
| ------------------- | ------------------------ | --------------------- |
| Will Arnett         | The Ghost Host           | Has Drijver           |
| Taraji P. Henson    | The Bride                | Carolina Dijkhuizen   |
| Darren Criss        | The Caretaker            |                       |
| Yvette Nicole Brown | The Driver               |                       |
| Dave Goelz          | Gonzo                    | Joost Claes           |
| Dave Goelz          | Dr. Bunsen Honeydew      | Paul Disbergen        |
| Dave Goelz          | Zoot                     |                       |
| Dave Goelz          | Beauregard               | Paul Disbergen        |
| Dave Goelz          | Waldorf                  | Jan Elbertse          |
| Dave Goelz          | Chip                     | Jürgen Theuns         |
| Dave Goelz          | Randy Pig                |                       |
| Bill Barretta       | Pepé                     | Huub Dikstaal         |
| Bill Barretta       | Rowlf                    | Florus van Rooijen    |
| Bill Barretta       | Dr. Teeth                | Simon Zwiers          |
| Bill Barretta       | The Swedish Chef         | Simon Zwiers          |
| Bill Barretta       | Johnny Fiama             | Frans Limburg         |
| Bill Barretta       | Howard Tubman            |                       |
| Bill Barretta       | Bobo                     | Milan van Weerden     |
| Bill Barretta       | Big Mean Carl            |                       |
| Bill Barretta       | Behemoth                 |                       |
| Bill Barretta       | Bubba de Rat             | Frans Limburg         |
| Bill Barretta       | Beautiful Day Monster    | Frans Limburg         |
| Bill Barretta       | Party Tomato             |                       |
| Eric Jacobson       | Miss Piggy               | Reinder van der Naalt |
| Eric Jacobson       | Fozzie Beer              | Reinder van der Naalt |
| Eric Jacobson       | Animal                   | Frans Limburg         |
| Eric Jacobson       | Sam Eagle                | Marcel Jonker         |
| Eric Jacobson       | Marvin Suggs             |                       |
| Matt Vogel          | Kermit de Kikker         | Wim T. Schippers      |
| Matt Vogel          | Uncle Deadly             | Murth Mossel          |
| Matt Vogel          | Floyd Pepper             | Florus van Rooijen    |
| Matt Vogel          | Sweetums                 | Simon Zwiers          |
| Matt Vogel          | Pops                     | Paul Disbergen        |
| Matt Vogel          | Lew Zealand              | Fred Meijer           |
| Matt Vogel          | Crazy Harry              | Paul Disbergen        |
| Matt Vogel          | Camilla                  | Reinder van der Naalt |
| Peter Linz          | Walter                   | Jürgen Theuns         |
| Peter Linz          | Joe de Jurist            | Wiebe-Pier Cnossen    |
| Peter Linz          | Statler                  | Fred Meijer           |
| Peter Linz          | Robin de Kikker          |                       |
| Peter Linz          | Lips                     |                       |
| Peter Linz          | De Geest                 | Jürgen Theuns         |
| David Rudman        | Scooter                  | Florus van Rooijen    |
| David Rudman        | Janice                   | Anneke Beukman        |
| David Rudman        | Beaker                   | Florus van Rooijen    |
| David Rudman        | Wayne                    | Wiebe-Pier Cnossen    |
| David Rudman        | Inktvis Geest            | Florus van Rooijen    |
| Julianne Buescher   | Yolanda                  | Anneke Beukman        |
| Julianne Buescher   | Beverly Pluim            | Beatrijs Sluijter     |
| Julianne Buescher   | Wanda                    |                       |
| Julianne Buescher   | Gillende Geit            | Julianne Buescher     |
| Alice Dinnean       | Mummy                    | Edna Kalb             |
| Alice Dinnean       | Caretaker's Hond         | Alice Dinnean         |
| Alice Dinnean       | Miss Cartier             |                       |
| Bruce Lanoil        | Mo Frackle               |                       |
| Bruce Lanoil        | Duddy                    | Fred Meijer           |
| Bruce Lanoil        | Balzaal Rat              |                       |
| Brian Henson        | Sal Minella              | Paul Disbergen        |
| Brian Henson        | Dr. Phil Van Neuter      |                       |
| Brian Henson        | Andy Pig                 |                       |
| Brian Henson        | Nigel                    |                       |
| Nicolette Santino   | Feest tomaat             |                       |
| Alex Villa          | Pompoen                  |                       |
| Alfonso Ribeiro     | Geest van Fred           |                       |
| Edward Asner        | Geest van Claude         |                       |
| Chrissy Metz        | Geest van Harriet        |                       |
| Jeannie Mai         | Geest van Maude          |                       |
| Danny Trejo         | Geest van Huet           |                       |
| Sasheer Zamata      | Geest van Mary           |                       |
| Skai Jackson        | Zingende Buste           |                       |
| Geoff Keighsley     | Zingende Buste           |                       |
| Pat Sajak           | Zingende Buste           |                       |
| Justina Machado     | Zingende Buste           |                       |
| Craig Robinson      | Zingende Buste           |                       |
| Josh Stamos         | Bekend Persoon           | Wiebe-Pier Cnossen    |
| Kim Irvine          | Haunted Mansion Bediende | Anneke Beukman        |
| Quinn McPherson     | Gang Ridder              |                       |
| Sarah Oh            | Overige Muppets          |                       |
| Colleen Smith       | Overige Muppets          |                       |
| Alan Trautman       | Overige Muppets          |                       |

## Trivia
- Bepaalde Muppets verschijnen in de film in een niet pratende rol, waarbij ook onbekend is wie de poppenspeler is. Deze Muppets zijn: Rizzo de Rat, Nigel, Pookey, Mulch en J.G.
- De Nederlandse versie van de special is geregisseerd door Dimitri Stolk en vertaald door Marijke de Jong.